# 宮城県の灯台一覧
宮城県の灯台一覧（みやぎけんのとうたいいちらん）は、宮城県にある灯台及び、照射灯、灯標、等の光波標識をまとめた一覧である。

## 灯台
- 閖上港導流堤灯台 宮城県名取市（閖上港導流堤外端）
- 濤波岐埼灯台 宮城県石巻市（網地島濤波岐埼）
- 陸前黒埼灯台 宮城県石巻市（黒埼）
- 金華山灯台 宮城県石巻市（金華山）
- 花淵灯台 宮城県宮城郡七ヶ浜町（御殿山）
- 二鬼城埼灯台 宮城県石巻市（田代島二鬼城埼）
- 波島灯台 宮城県東松島市（波島）
- 地蔵島灯台 宮城県宮城郡七ヶ浜町（地蔵島）
- 荻浜灯台 宮城県石巻市（荻浜）
- 渡波尾埼灯台 宮城県石巻市（尾埼）
- 陸前江島灯台 宮城県牡鹿郡女川町（江島）
- 早埼灯台 宮城県石巻市（早埼）
- 四子ノ埼灯台 宮城県牡鹿郡女川町（出島四子ノ埼）
- 白銀埼灯台 宮城県石巻市（白銀埼）
- 赤埼灯台 宮城県石巻市（赤埼）
- 大須埼灯台 宮城県石巻市（大須埼）
- 寺浜灯台 宮城県本吉郡南三陸町（寺浜）
- 歌津埼灯台 宮城県本吉郡南三陸町（歌津埼）
- 岩井埼灯台 宮城県気仙沼市（岩井埼）
- 陸前大島灯台 宮城県気仙沼市（大島竜舞埼）
- 陸前御崎岬灯台 宮城県気仙沼市（御崎岬）
- 気仙沼唐島灯台 宮城県気仙沼市（唐島）
- 上段灯台 宮城県気仙沼市（上段）

## 防波堤灯台
- 閖上港南防波堤灯台 宮城県名取市（閖上港南防波堤外端）
- 長渡港東防波堤灯台 宮城県石巻市（長渡港東防波堤外端）
- 塩釜港仙台南防波堤灯台 宮城県塩釜港仙台区（南防波堤外端）
- 仙台南防波堤灯台 宮城県仙台塩釜港仙台区（南防波堤外端）
- 塩釜港仙台北防波堤灯台 宮城県塩釜港仙台区（北防波堤外端）
- 仙台北防波堤灯台 宮城県仙台塩釜港仙台区（北防波堤外端）
- 塩釜港松ヶ浜防波堤灯台 宮城県塩釜港仙台区（松ヶ浜防波堤外端）
- 塩釜港仙台沖防波堤東灯台 宮城県塩釜港仙台区（沖防波堤東端）
- 仙台沖防波堤東灯台 宮城県仙台塩釜港仙台区（沖防波堤東端）
- 塩釜港仙台新北防波堤南灯台 宮城県塩釜港仙台区（新北防波堤南端）
- 仙台新北防波堤南灯台 宮城県仙台塩釜港仙台区（新北防波堤南端）
- 松ヶ浜港東防波堤灯台 宮城県仙台塩釜港仙台区（松ヶ浜港東防波堤外端）
- 陸前網地港西防波堤灯台 宮城県石巻市（網地港西防波堤外端）
- 菖蒲田港東防波堤灯台 宮城県宮城郡七ヶ浜町（菖蒲田港東防波堤外端）
- 鮎川港防波堤灯台 宮城県鮎川港（防波堤外端）
- 鮎川港南防波堤灯台 宮城県鮎川港（南防波堤外端）
- 仁斗田港東防波堤灯台 宮城県石巻市（仁斗田港東防波堤外端）
- 塩釜小浜A防波堤灯台 宮城県塩釜港塩釜区（小浜A防波堤外端）
- 塩釜港花淵防波堤灯台 宮城県塩釜港塩釜区（花淵防波堤外端）
- 塩釜小浜B防波堤灯台 宮城県仙台塩釜港塩釜区（小浜B防波堤外端）
- 陸前大泊港防波堤灯台 宮城県石巻市（陸前大泊港防波堤外端）
- 塩釜花淵浜防波堤灯台 宮城県仙台塩釜港塩釜区（花淵浜防波堤外端）
- 陸前大浜港南防波堤灯台 宮城県東松島市（大浜港南防波堤外端）
- 塩釜港東防波堤灯台 宮城県塩釜港塩釜区（東防波堤外端）
- 塩釜漁港東防波堤灯台 宮城県仙台塩釜港塩釜区（塩釜漁港東防波堤外端）
- 桃ノ浦港西防波堤灯台 宮城県石巻市（桃ノ浦港西防波堤外端）
- 石巻港雲雀野防波堤灯台 宮城県石巻港（雲雀野防波堤外端）
- 渡波港佐須浜防波堤灯台 宮城県渡波港（佐須浜防波堤外端）
- 渡波港長浜防波堤灯台 宮城県渡波港（長浜防波堤外端）
- 女川原子力発電所専用港東防波堤灯台 宮城県牡鹿郡女川町（女川原子力発電所専用港東防波堤外端）
- 石巻漁港西防波堤灯台 宮城県石巻市（石巻漁港西防波堤外端）
- 石巻港西防波堤灯台 宮城県石巻港（西防波堤外端）
- 石巻港東防波堤灯台 宮城県石巻港（東防波堤外端）
- 石巻漁港東防波堤灯台 宮城県石巻市（石巻漁港東防波堤外端）
- 女川港南防波堤灯台 宮城県女川港（南防波堤外端）
- 女川港北防波堤灯台 宮城県女川港（北防波堤外端）
- 寺間港防波堤灯台 宮城県牡鹿郡女川町（寺間港防波堤外端）
- 雄勝船越港西防波堤灯台 宮城県石巻市（船越港西防波堤外端）
- 志津川港大森防波堤灯台 宮城県志津川港（大森防波堤外端）
- 志津川港南防波堤灯台 宮城県志津川港（南防波堤外端）
- 陸前泊港大畑防波堤灯台 宮城県本吉郡南三陸町（陸前泊港大畑防波堤外端）
- 伊里前港第1号防波堤灯台 宮城県本吉郡南三陸町（伊里前港第1号防波堤外端）
- ばなな港名足南防波堤灯台 宮城県本吉郡南三陸町（ばなな港名足南防波堤外端）
- 名足港名足南防波堤灯台 宮城県本吉郡歌津町（名足港名足南防波堤外端）
- 陸前田浦港沖防波堤灯台 宮城県本吉郡南三陸町（田浦港沖防波堤外端）
- 蔵内港弁天島防波堤灯台 宮城県本吉郡本吉町（蔵内港弁天島防波堤外端）
- 赤牛港沖防波堤灯台 宮城県本吉郡本吉町（赤牛港沖防波堤外端）
- 日門港防波堤灯台 宮城県元吉郡本吉町（日門港防波堤外端）
- 大谷港向山防波堤灯台 宮城県本吉郡本吉町（大谷港向山防波堤外端）
- 陸前長崎港防波堤灯台 宮城県気仙沼市（長崎港防波堤外端）
- 浦の浜港田尻防波堤灯台 宮城県気仙沼市（浦の浜港田尻防波堤外端）
- 小鯖港小鯖防波堤灯台 宮城県気仙沼市（小鯖港小鯖南防波堤外端）
- 気仙沼港梶ヶ浦防波堤灯台 宮城県気仙沼港（梶ヶ浦防波堤外端）
- 石浜港南防波堤灯台 宮城県気仙沼市（石浜港南防波堤外端）
- 陸前大沢港南防波堤灯台 宮城県気仙沼市（大沢港南防波堤外端）

## 照射灯
- 濤波岐埼犬磯照射灯 宮城県石巻市（濤波岐埼灯台）
- 早埼大名計根照射灯 宮城県石巻市（早埼灯台）
- 番所根照射灯 宮城県気仙沼市（番所根灯標）

## 灯浮標
- ホヤ根灯浮標 陸前大島灯台（宮城県気仙沼市）の北西方約1.6キロメートル
- ミトノ根灯浮標 宮城県仙台塩釜港塩釜区（船入島の南方約850メートル）
- 塩釜港仙台沖防波堤C仮設灯浮標 宮城県塩釜港仙台区内（塩釜港仙台南防波堤灯台の東方約1.7キロメートル）
- 塩釜港仙台沖防波堤D仮設灯浮標 宮城県塩釜港仙台区内（塩釜港仙台南防波堤灯台の東南東方約2.3キロメートル）
- 塩釜港仙台第1号灯浮標 宮城県塩釜港仙台区内（花淵灯台の南南東方約5.4キロメートル）
- 塩釜港仙台第2号灯浮標 宮城県塩釜港仙台区内（花淵灯台の南南東方約5.1キロメートル）
- 塩釜港仙台第4号灯浮標 宮城県塩釜港仙台区内（塩釜港仙台南防波堤灯台の東方約3.0キロメートル）
- 塩釜港仙台灯浮標 宮城県塩釜港仙台区内（塩釜港仙台南防波堤灯台の東北東方約1.2キロメートル）
- 塩釜港第1号灯浮標 宮城県塩釜港塩釜区内（水島の南西方約420メートル）
- 塩釜港第2号灯浮標 宮城県塩釜港塩釜区内（水島の南西方約210メートル）
- 塩釜港第3号灯浮標 宮城県塩釜港塩釜区内（地蔵島灯台の東南東方約820メートル）
- 塩釜港第5号灯浮標 宮城県塩釜港塩釜区内（地蔵島灯台の西南西方約360メートル）
- 塩釜港第7号灯浮標 宮城県塩釜港塩釜区内（地蔵島灯台の西方約1.8キロメートル）
- 塩釜港第8号灯浮標 宮城県塩釜港塩釜区内（地蔵島灯台の西方約1.9キロメートル）
- 塩釜港貞山堀航路第1号灯浮標 宮城県塩釜港塩釜区内（地蔵島灯台の西南西方約2.1キロメートル）
- 塩釜港貞山堀航路第3号灯浮標 宮城県塩釜港塩釜港区内（塩釜港東防波堤灯台の南南西方約1.6キロメートル）
- 塩釜港灯浮標 船入島（宮城県塩釜市）の南南東方約1.9キロメートル
- 塩釜貞山航路第3号灯浮標 宮城県仙台塩釜港塩釜区（塩釜漁港東防波堤灯台の南南西方約1.6キロメートル）
- 塩釜貞山堀航路第1号灯浮標 宮城県仙台塩釜港塩釜区（地蔵島灯台の西南西方約2.1キロメートル）
- 塩釜貞山堀航路第3号灯浮標 宮城県仙台塩釜港塩釜区内（塩釜漁港東防波堤灯台の南南西方約1.6キロメートル）
- 塩釜灯浮標 宮城県仙台塩釜港塩釜区（船入島の南南東方約1.9キロメートル）
- 気仙沼西湾第1号灯浮標 陸前大島灯台（宮城県気仙沼市）の南方約2.0キロメートル
- 気仙沼西湾第2号灯浮標 陸前大島灯台（宮城県気仙沼市）の北西方約1.6キロメートル
- 気仙沼西湾第3号灯浮標 陸前大島灯台（宮城県気仙沼市）の西北西方約1.9キロメートル
- 気仙沼西湾第4号灯浮標 陸前大島灯台（宮城県気仙沼市）の北西方約1.6キロメートル
- 気仙沼西湾第5号灯浮標 岩井埼灯台（宮城県気仙沼市）の北北西方約3.1キロメートル
- 気仙沼西湾灯浮標 岩井埼灯台（宮城県気仙沼市）の北北西方約3.1キロメートル
- 金華山沖GPS波浪観測灯浮標 金華山灯台（宮城県石巻市）の東南東方約10キロメートル
- 広田湾沖波浪観測灯浮標 陸前御崎岬灯台（宮城県気仙沼市）の東方約19キロメートル
- 高島根灯浮標 宮城県仙台塩釜港塩釜区（船入島の南西方約1.1キロメートル）
- 石巻漁港沖第1号灯浮標 渡波尾埼灯台（宮城県石巻市）の西方約1.7キロメートル
- 石巻漁港沖第2号灯浮標 渡波尾埼灯台（宮城県石巻市）の西方約1.3キロメートル
- 石巻漁港第3号灯浮標 宮城県石巻漁港（石巻漁港西防波堤灯台の南東方約650メートル）
- 石巻漁港第4号灯浮標 宮城県石巻市（石巻漁港西防波堤灯台の南東方約830メートル）
- 石巻港雲雀野第1号灯浮標 宮城県石巻港（石巻港雲雀野防波堤灯台の南東方約800メートル）
- 石巻港雲雀野第2号灯浮標 宮城県石巻港（石巻港雲雀野防波堤灯台の南南東方約1.1キロメートル）
- 石巻港雲雀野第3号灯浮標 宮城県石巻港（石巻港雲雀野防波堤灯台の東南東方約1.0キロメートル）
- 石巻港雲雀野第4号灯浮標 宮城県石巻港（石巻港雲雀野防波堤灯台の東南東方約1.2キロメートル）
- 石巻港大曲灯浮標 宮城県石巻港（石巻港雲雀野防波堤灯台の南西方約1.6キロメートル）
- 石巻港第1号灯浮標 宮城県石巻港（石巻港雲雀野防波堤灯台の西南西方約420メートル）
- 石巻港第3号灯浮標 宮城県石巻港（石巻港雲雀野防波堤灯台の北北東方約1.3キロメートル）
- 石巻港第4号灯浮標 宮城県石巻港（石巻港雲雀野防波堤灯台の北北東方約1.3キロメートル）
- 仙台沖灯浮標 花淵灯台（宮城県宮城郡七ヶ浜町）の南南東方約8.9キロメートル
- 仙台第1号灯浮標 宮城県仙台塩釜港仙台区（花淵灯台の南南東方約5.4キロメートル）
- 仙台第2号灯浮標 宮城県仙台塩釜港仙台区（花淵灯台の南南東方約5.1キロメートル）
- 仙台第4号灯浮標 宮城県仙台塩釜港仙台区（仙台南防波堤灯台の東方約3.0キロメートル）
- 大曲沖A灯浮標 石巻港雲雀野防波堤灯台（宮城県石巻市）の南西方約5.4キロメートル
- 大曲沖B灯浮標 石巻港雲雀野防波堤灯台（宮城県石巻市）の南西方約4.1キロメートル
- 大曲沖C灯浮標 石巻港雲雀野防波堤灯台（宮城県石巻市）の南西方約2.8キロメートル
- 洞掛根灯浮標 波島灯台（宮城県東松島市）の南西方約2.3キロメートル

## 導灯
- 石巻漁港導灯（前灯） 宮城県石巻市（石巻漁港東防波堤灯台の北東方約870メートル）
- 石巻漁港導灯（後灯） 宮城県石巻市（前灯の北方約65メートル）
- 気仙沼港導灯（前灯） 宮城県気仙沼市（上段灯台の北北西約1.8キロメートル）
- 気仙沼港導灯（後灯） 宮城県気仙沼市（前灯の北方約700メートル）

## 橋梁灯
- 日和大橋橋梁灯（L1灯） 宮城県石巻港（日和大橋南側面左側端）
- 日和大橋橋梁灯（L2灯） 宮城県石巻港（日和大橋北側面左側端）
- 日和大橋橋梁灯（R1灯） 日和大橋橋梁灯（L1灯）の東方約50メートル
- 日和大橋橋梁灯（R2灯） 日和大橋橋梁灯（L2灯）の東方約50メートル

## 橋梁標
- 日和大橋橋梁標（L1標） 宮城県石巻港（日和大橋南側面左側端）
- 日和大橋橋梁標（L2標） 宮城県石巻港（日和大橋北側面左側端）
- 日和大橋橋梁標（R1標） 日和大橋橋梁標（L1標）の東方約50メートル
- 日和大橋橋梁標（R2標） 日和大橋橋梁標（L2標）の東方約50メートル

## 灯標
- 歌津埼南方灯標 宮城県本吉郡南三陸町（歌津埼灯台の南方約1.3キロメートル）
- 番所根灯標 宮城県気仙沼市（番所根）
- 鮪立中根灯標 宮城県気仙沼市（気仙沼東湾中根）

## その他
- 気仙沼東湾指向灯 宮城県気仙沼市（番所根灯標の北東方約1.1キロメートル）
- 金華山ディファレンシャルGPS局 宮城県石巻市（金華山灯台の北西方約120メートル）
- 四子ノ埼霧信号所 宮城県牡鹿郡女川町（出島）